# Darcy Dolce Neto
Darcy Dolce Neto (São José do Rio Preto, Brasil, 7 de febrero de 1981) es un exfutbolista brasileño. Juega de defensa y su último equipo fue el Aris Salónica.

## Clubes
| Club                              | País   | Año       |
| --------------------------------- | ------ | --------- |
| Ituano Futebol Clube              | Brasil | 2000-2001 |
| Clube Atlético Sorocaba           | Brasil | 2002      |
| Botafogo Futebol Clube            | Brasil | 2003-2004 |
| Inter de Limeira                  | Brasil | 2004-2005 |
| Paraná Clube                      | Brasil | 2005      |
| Santos Futebol Clube              | Brasil | 2006      |
| Fluminense Football Club (cedido) | Brasil | 2005-2006 |
| Santos Futebol Clube              | Brasil | 2006-2007 |
| Aris Salónica F. C.               | Grecia | 2007-2012 |
| EC Bahia                          | Brasil | 2012-     |